# Sørvágs Ítróttarfelag
SÍ är en förkortning för Sørvágs Ítróttarfelag (Sørvágs idrottssällskap). SÍ är en färöisk idrottsklubb, och grundades den 17 mars 1905 samt upplöstes den 6 november 2007 då man var med och bildade 07 Vestur.
Sørvágs Ítóttarfelag spelar sporter som fotboll och volleyboll. 
Fotbollslaget blev färöiska mästare 1947, medan man i volleyboll blev färöiska mästare och cupmästare 2005.